# Jack the Ripper Museum
Jack the Ripper Museum (pol. Muzeum Kuby Rozpruwacza) – muzeum otwarte w sierpniu 2015 na ulicy Cable Street w Londynie, którego celem jest przybliżenie historii dzielnicy Whitechapel we wschodnim Londynie, w której Kuba Rozpruwacz dokonywał swoich morderstw w 1888. 
Ekspozycja muzeum składa się z sześciu pięter na których znajdują się oryginalne przedmioty z okresu epoki wiktoriańskiej, woskowe odtworzenie sceny zabójstwa Catharine Eddowes, pokój w jakim mógł mieszkać Kuba Rozpruwacz, posterunek policji z materiałami dowodowymi i wyposażeniem policjanta który znalazł zwłoki Eddowes (notes, gwizdek, pałka, kajdanki), sypialnia Mary Jane Kelly (jednej z ofiar) i kostnica.